# Ermengarda (nome)
Ermengarda  è un nome proprio di persona italiano femminile.

## Varianti
- Ipocoristici: Irma[1]
- Maschili: Ermengardo[1][2]

### Varianti in altre lingue
- Germanico: Irmingard[4], Irmengard[2][4], Ermingard[4][5], Ermengardis[4], Hirmingardis[4], Hirmengardis[4], Irmingart[4], Hirmingart[4]
- Latino: Hirmingarda[1], Ermengarda[1]
  - Maschili: Ermengardus[1]
- Tedesco: Irmingard[5], Irmgard[5][2]

## Origine e diffusione
Deriva dal nome germanico Ermingard, arrivato in Italia nelle forme latinizzate Ermengarda ed Hirmingarda. È composto da due radici che sono interpretate in diversi modi: la prima, ermin o irmin, vale "universale", "intero", "completo" o "grande", "potente", ma potrebbe anche avere origini teoforiche, riferita ad uno dei nomi di Odino, Irmin. La seconda, gard, è di significato incerto, forse "spazio chiuso", "recinzione", "protezione", "difesa", oppure "verga magica"; il significato complessivo, come frequente nei nomi germanici, non è ben definito. Entrambe le radici sono ben diffuse nell'onomastica germanica: ermen si ritrova in Arminio, Ermelinda, Ermentrude ed Ermenegildo, e gard in Ildegarda e Lutgarda.
Il nome godette di una certa diffusione nel XIX secolo grazie a un personaggio dell'Adelchi di Manzoni, ma oggi in Italia è rarissimo, attestato prevalentemente al Nord.

## Onomastico
L'onomastico si può festeggiare in memoria di diverse sante e beate, nei giorni seguenti:
- 16 luglio, beata Ermengarda di Frauenwörth, badessa di Frauenchiemsee[6][7]
- 31 maggio e 25 settembre, beata Ermengarda, monaca cistercense e fondatrice dell'abbazia di Buzay[8]
- 4 settembre, sant'Ermengarda, contessa di Süchteln[9][10][11]

## Persone

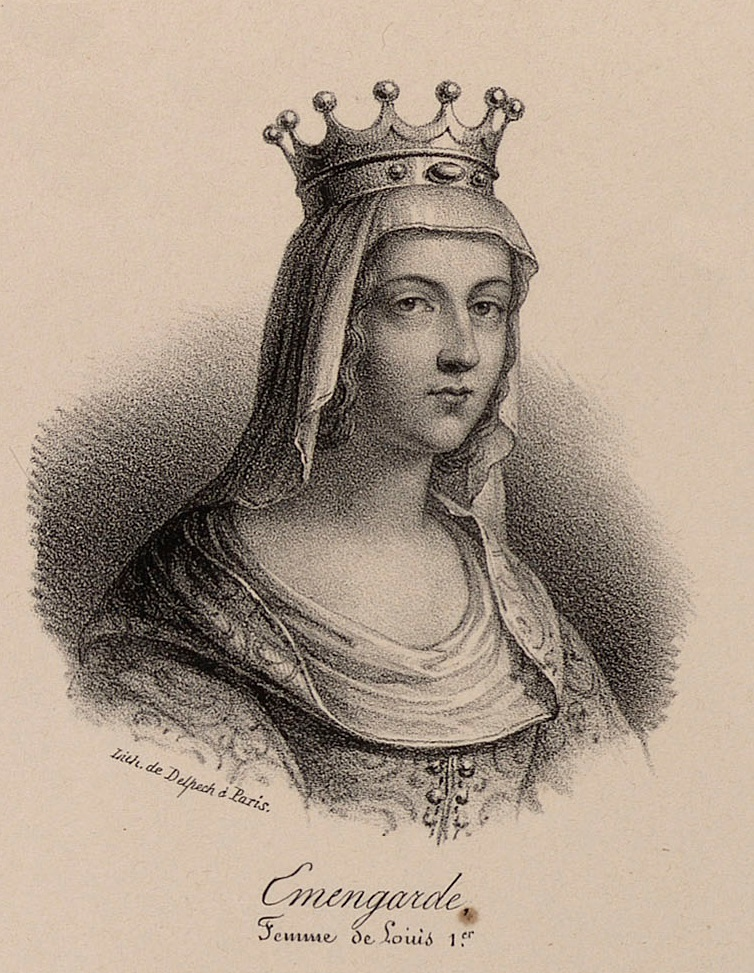
Ermengarda di Hesbaye

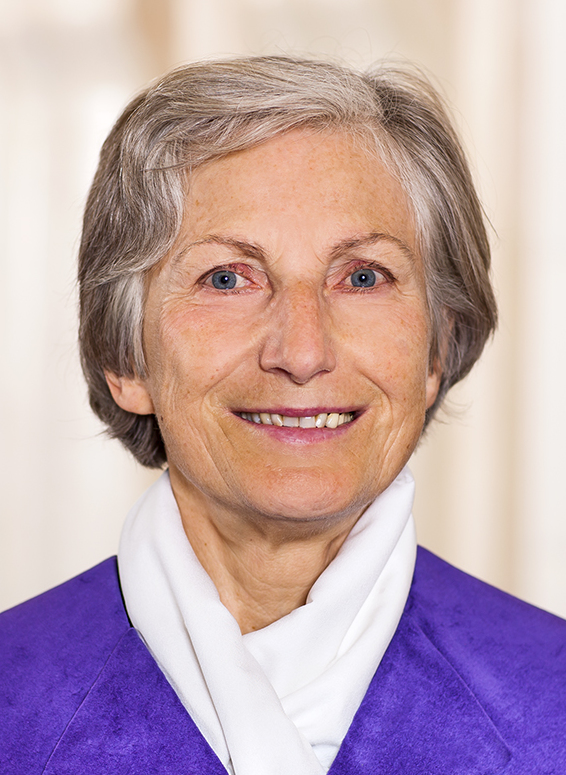
Irmgard Griss

- Ermengarda, moglie di Adalberto I d'Ivrea
- Ermengarda, regina consorte di Provenza
- Ermengarda d'Alvernia, moglie di Oddone II di Blois
- Ermengarda II d'Alvernia, contessa d'Alvernia
- Ermengarda d'Angiò, duchessa d'Aquitania e di Bretagna
- Ermengarda de Beaumont, regina consorte di Scozia
- Ermengarda di Frauenwörth, religiosa e nobile tedesca
- Ermengarda di Hesbaye, imperatrice dei Franchi
- Ermengarda di Limburgo, duchessa di Limburgo
- Ermengarda di Moriana, marchesa di Provenza
- Ermengarda di Narbona, viscontessa di Narbona
- Ermengarda di Tours, imperatrice dei Franchi

### Variante Irmgard
- Irmgard Griss, magistrata e politica austriaca
- Irmgard Keun, scrittrice tedesca
- Irmgard Lukasser, sciatrice alpina austriaca
- Irmgard Praetz, lunghista tedesca
- Irmgard Seefried, soprano tedesco
- Irmgard Sörensen-Popitz, illustratrice e pubblicitaria tedesca

### Varianti maschili
- Ermengardo I di Rouergue, conte di Rouergue e Quercy

## Il nome nelle arti
- Nell'Adelchi, "Ermengarda" è il nome che Alessandro Manzoni dà a Desiderata, figlia di Desiderio, re dei Longobardi, sorella di Adelchi e moglie di Carlo Magno.